# Věc soucitu
Věc soucitu (v anglickém originále Errand of Mercy) je 26. díl první řady seriálu Star Trek. Premiéra epizody proběhla 23. března 1967.

## Příběh
Hvězdného data 3198.4 kosmická loď USS Enterprise (NCC-1701) vedená kapitánem Jamesem Tiberius Kirkem doráží na orbitu planety Organia, která se nachází nedaleko hranic Spojené federace planet a Klingonské říše. Právě vztahy mezi oběma stranami pomalu vrcholí ve válku a proto chce Federace získat neutrální planetu na svou stranu dříve, než se o to pokusí Klingoni.
Enterprise je po příletu skutečně napadena klingonským křižníkem, který se daří posléze zničit. Kirk se vydává s panem Spockem na povrch jednat s Organiany spojenectví. Spock se odděluje, aby prozkoumal okolí a kapitán zatím jedná s představiteli planety. Ti odmítají slibovanou pomoc a ochranu s tím, že ani jedno nepotřebují. Působí lehce apaticky a stále, dosti nelogicky, tvrdí že jejich zaostalý národ žádnou pomoc nepotřebuje. Zatím na orbitu planety doráží několik dalších klingonských křižníků a útočí na Enterprise. Kirk dává velícímu důstojníkovi Sulu rozkaz opustit orbitu a informovat vedení Federace. Organiané chtějí ochránit návštěvníky a proto Kirka i Spocka převlečou do jiného oblečení. Chvilku na to doráží výsadek klingonů, kteří oznamují organianům, že od nynějška spadají pod Klingonské impérium. Velicí klingonský důstojník, zvaný Kor, má jisté podezření vůči Spockovi a Kirkovi. Nechce věřit, že vulkánec je pouze obchodníkem a Kirk se mu nezdá jako klasický organian. Oba jsou však propuštěni, když Spock projde klingonským detektorem mysli. Spolu pak nechávají vybouchnout zásoby klingonských vojáků. Kor je díky odposlechu odhaluje a jejich pravé identity jsou vyzrazeny.
Kor chce od kapitána vědět rozmístění lodí Federace a vyhrožuje použitím skeneru mysli. Kirk samozřejmě ihned odmítá a tak mu Kor nechává dvanáct hodin na rozmyšlení a dává jej odvést za Spockem do vězení. Po šesti hodinách v cele přichází představený organianů s tím, že nechce dovolit páchání násilí na komkoliv. Kirk ani Spock nemohou moc pochopit, jak člen bezvládné a zaostalé civilizace dokázal obejít stráže a otevřít dveře vězení. Když se Kor dozví, že vězni jsou pryč, nechává po nich pátrat a oznamuje, že právě zabil dvě stě organianů a dalších dvě stě bude následovat za 2 hodiny, dokud nebude mít Kirka se Spockem zpět. Ti mezitím naléhají na představené organianů, aby jim vrátili zpět phasery. Když odejdou, organiané spolu diskutují o Federaci a klingonech, jako by to byli jenom jejich figurky, které mohou ovládat. Když Kor vydává rozkaz přivést dalších 200 organianů, vtrhává Kirk a Spock do jeho pokoje. Kor je informuje, že k planetě míří flotila Federace, ale klingonská flotila jí už očekává. V momentě, kdy do místnosti vtrhnou stráže chtějí obě strany na sebe zaútočit, ale namísto toho všichni odhodí své zbraně. Když se Spock snaží zaútočit na klingonského vojáka, popálí se o žár jeho těla. Stejná situace panuje na oběžné dráze. Do místnosti přichází organiané a vysvětlují, že ukončili válku a veškeré nástroje násilí teď mají teplotu 350 °C. Kirk i Kor protestují proti jejich zásahu, protože obě znepřátelené strany chtějí bojovat. Dále organiané vysvětlují, že tato podoba humanoidů není jejich skutečná a následně se transformují do skutečné podoby a mizí.
Spock je označuje jako ryzí energie. Vysvětluje, že jde o rasu nadřazenou jak Federaci tak klingonům. Kirk i Kor se spolu rozcházejí, protože jim ani nic jiného nezbývá. Při odletu si Kirk uvědomuje, že se choval pošetile, když požadoval po organianech, aby mu dovolili vést válku, při které umírají lidé a vše se pouze ničí.